# Kabinett Alberings

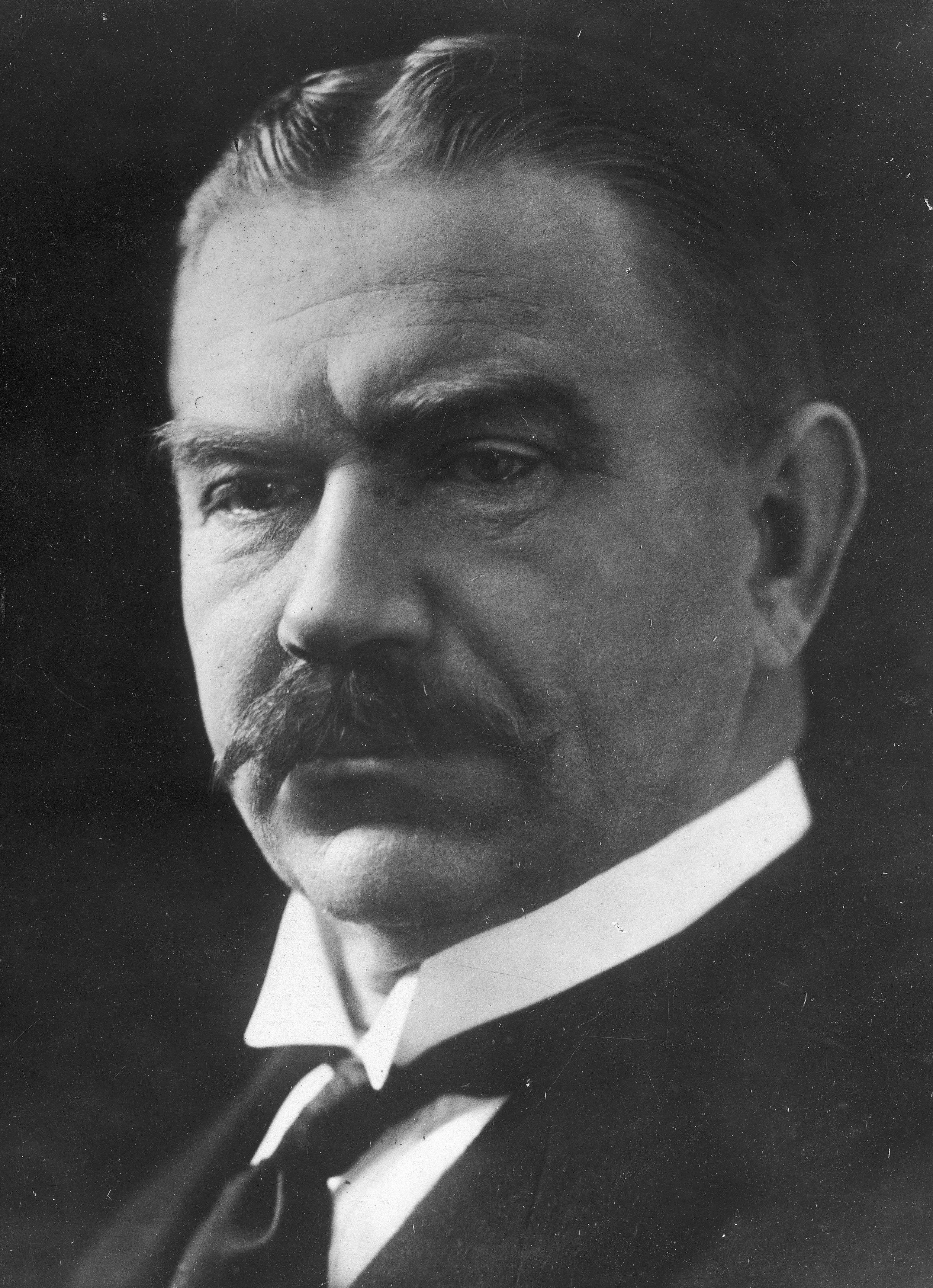
Ministerpräsident Arturs Alberings

Das Kabinett Alberings war die elfte Regierung der Republik Lettland und wurde am 7. Mai 1926 von Ministerpräsident Arturs Alberings gebildet. Das Kabinett löste das Kabinett Ulmanis V ab und blieb bis zum 18. Dezember 1926 im Amt, woraufhin es vom Kabinett Skujenieks I abgelöst wurde.
Dem Kabinett gehörten folgende Minister an:
| Amt                                | Amtsinhaber                      | Beginn der Amtszeit            | Ende der Amtszeit                   |
| ---------------------------------- | -------------------------------- | ------------------------------ | ----------------------------------- |
| Ministerpräsident                  | Arturs Alberings                 | 7. Mai 1926                    | 18. Dezember 1926                   |
| Außenminister                      | Kārlis Ulmanis                   | 7. Mai 1926                    | 18. Dezember 1926                   |
| Innenminister                      | Eduards Laimiņš                  | 7. Mai 1926                    | 18. Dezember 1926                   |
| Kriegsminister                     | Eduards Kalniņš                  | 19. Mai 1926                   | 18. Dezember 1926                   |
| Finanzminister                     | Jānis Blumbergs Arturs Alberings | 7. Mai 1926 10. September 1926 | 9. September 1926 18. Dezember 1926 |
| Justizminister                     | Erasts Bite                      | 7. Mai 1926                    | 18. Dezember 1926                   |
| Landwirtschaftsminister            | Markuss Gailītis                 | 7. Mai 1926                    | 18. Dezember 1926                   |
| Verkehrsminister                   | Pēteris Āronietis                | 7. Mai 1926                    | 18. Dezember 1926                   |
| Minister für öffentliche Wohlfahrt | Vladislavs Rubulis               | 7. Mai 1926                    | 18. Dezember 1926                   |
| Bildungsminister                   | Edmunds Ziemelis                 | 7. Mai 1926                    | 18. Dezember 1926                   |
| Stellvertretender Bildungsminister | Staņislavs Jaudzems              | 7. Mai 1926                    | 18. Dezember 1926                   |